# 塞色黑
塞色黑（穆麟德轉寫：sesehei），富察氏，滿洲，清朝政治人物、清朝刑部尚書。
曾任兵部左侍郎。康熙十四年四月己丑，接替莫洛，擔任清朝刑部尚書，后改兵部尚書。由吳達禮接任。